# Mac Pro
 (septembre 2022).
La mise en forme du texte ne suit pas les recommandations de Wikipédia : il faut le « wikifier ».
Les points d'amélioration suivants sont les cas les plus fréquents. Le détail des points à revoir est peut-être précisé sur la page de discussion.
- Les titres sont pré-formatés par le logiciel. Ils ne sont ni en capitales, ni en gras.
- Le texte ne doit pas être écrit en capitales (les noms de famille non plus), ni en gras, ni en italique, ni en « petit »…
- Le gras n'est utilisé que pour surligner le titre de l'article dans l'introduction, une seule fois.
- L'italique est rarement utilisé : mots en langue étrangère, titres d'œuvres, noms de bateaux, etc.
- Les citations ne sont pas en italique mais en corps de texte normal. Elles sont entourées par des guillemets français : « et ».
- Les listes à puces sont à éviter, des paragraphes rédigés étant largement préférés. Les tableaux sont à réserver à la présentation de données structurées (résultats, etc.).
- Les appels de note de bas de page (petits chiffres en exposant, introduits par l'outil «  Source ») sont à placer entre la fin de phrase et le point final[comme ça].
- Les liens internes (vers d'autres articles de Wikipédia) sont à choisir avec parcimonie. Créez des liens vers des articles approfondissant le sujet. Les termes génériques sans rapport avec le sujet sont à éviter, ainsi que les répétitions de liens vers un même terme.
- Les liens externes sont à placer uniquement dans une section « Liens externes », à la fin de l'article. Ces liens sont à choisir avec parcimonie suivant les règles définies. Si un lien sert de source à l'article, son insertion dans le texte est à faire par les notes de bas de page.
- La présentation des références doit suivre les conventions bibliographiques. Il est recommandé d'utiliser les modèles {{Ouvrage}}, {{Chapitre}}, {{Article}}, {{Lien web}} et/ou {{Bibliographie}}. Le mode d'édition visuel peut mettre en forme automatiquement les références.
- Insérer une infobox (cadre d'informations à droite) n'est pas obligatoire pour parachever la mise en page.

Pour une aide détaillée, merci de consulter Aide:Wikification.
Si vous pensez que ces points ont été résolus, vous pouvez retirer ce bandeau et améliorer la mise en forme d'un autre article.
Ne doit pas être confondu avec IMac Pro ou MacBook Pro.
Le Mac Pro est une station de travail 64 bits d'Apple. Il est présenté pour la première fois lors de la WWDC d’août 2006. Il remplace le Power Mac G5 dont il reprend le design, et signe la disparition de la dénomination Power Mac parmi les produits Apple.
Le 3 mars 2009, Apple a mis à jour ses Mac Pro. Ces derniers pouvant accueillir deux processeurs Intel Xeon Nehalem cadencé jusqu'à 2,93 GHz. Le 9 août 2010, Apple renouvelle sa gamme en intégrant de nouveaux processeurs Intel Xeon Westmere et la possibilité d'avoir jusqu'à douze cœurs à disposition.
En 2013, Apple présente lors de la WWDC une nouvelle version avec des composants mis à jour et un design de l'appareil entièrement repensé.
En 2019, Apple présente lors de la WWDC une nouvelle version des Mac Pro, avec des composants très puissants et une tour modulaire. Un écran nommé Pro Display XDR (6K et 32 pouces) est présenté en complément.

## Première génération (tour)

### Conception

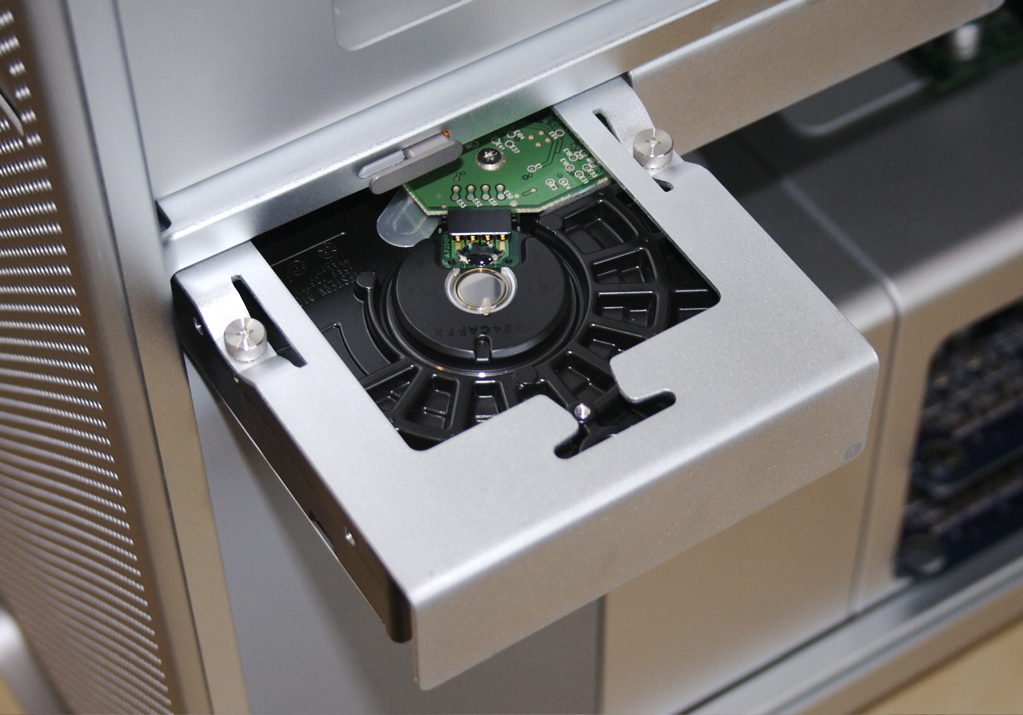
Un disque dur de Mac Pro dans sa baie.

L'ordinateur est fondé sur une plateforme modulable pouvant accueillir au choix un ou deux processeurs Intel Xeon. Cette station de travail permet de retrouver l'évolutivité du PowerMac G4 : il peut admettre quatre disques durs et deux lecteurs optiques. En effet, les PowerMac G5 étaient limités à deux disques durs et un lecteur optique.

### 2006

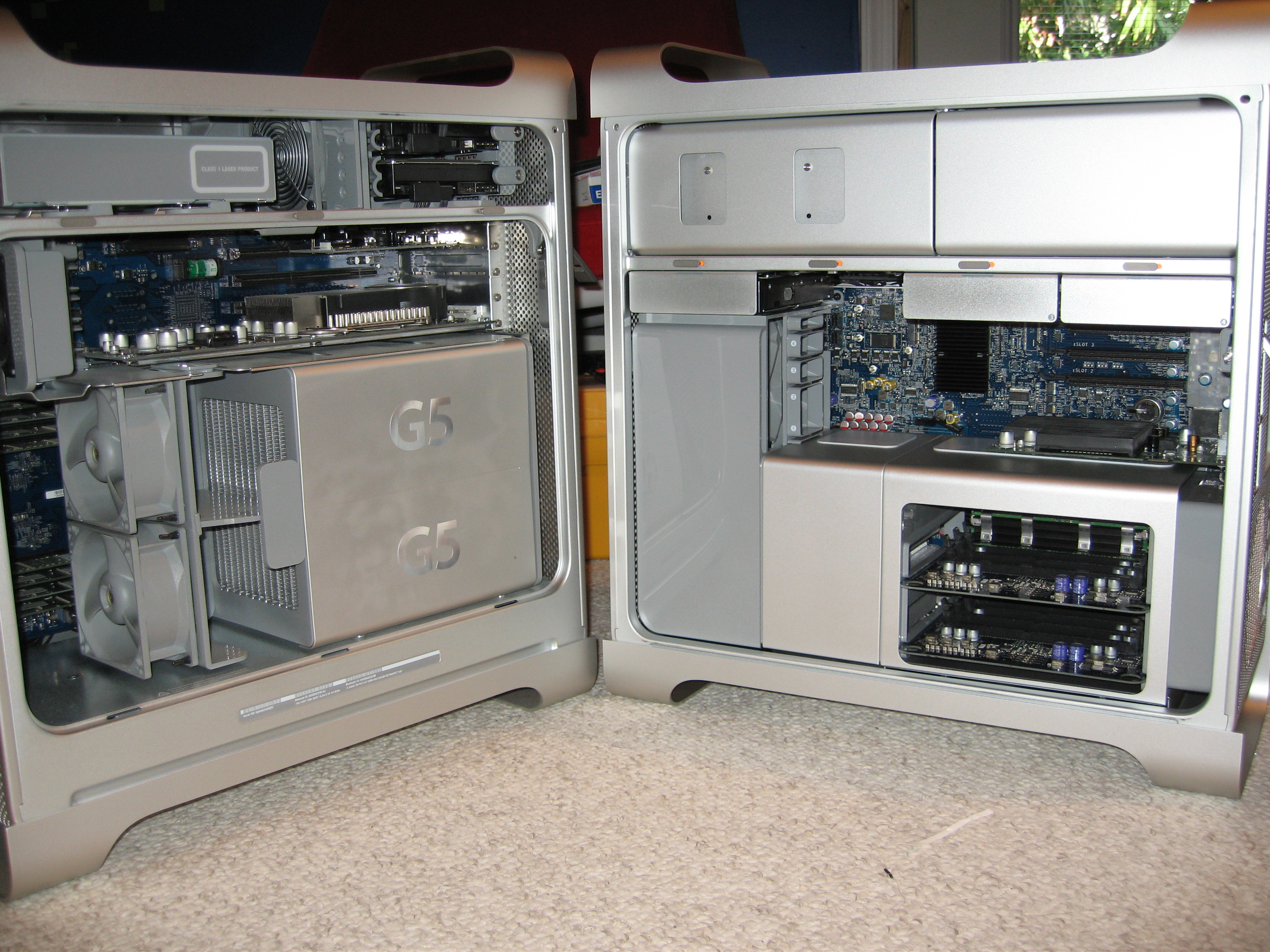
Vue de côté d'un Power Mac G5 (à gauche) et d'un Mac Pro (à droite).

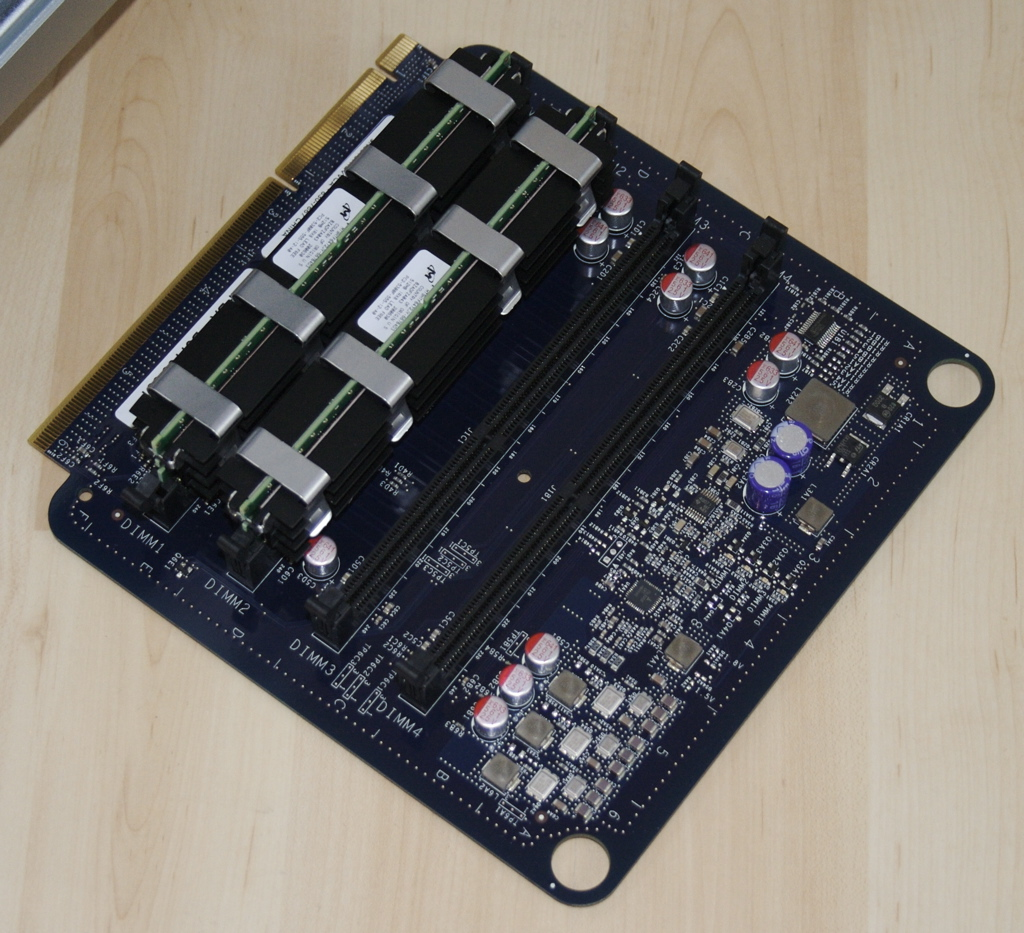
Carte d'extension pour la RAM.

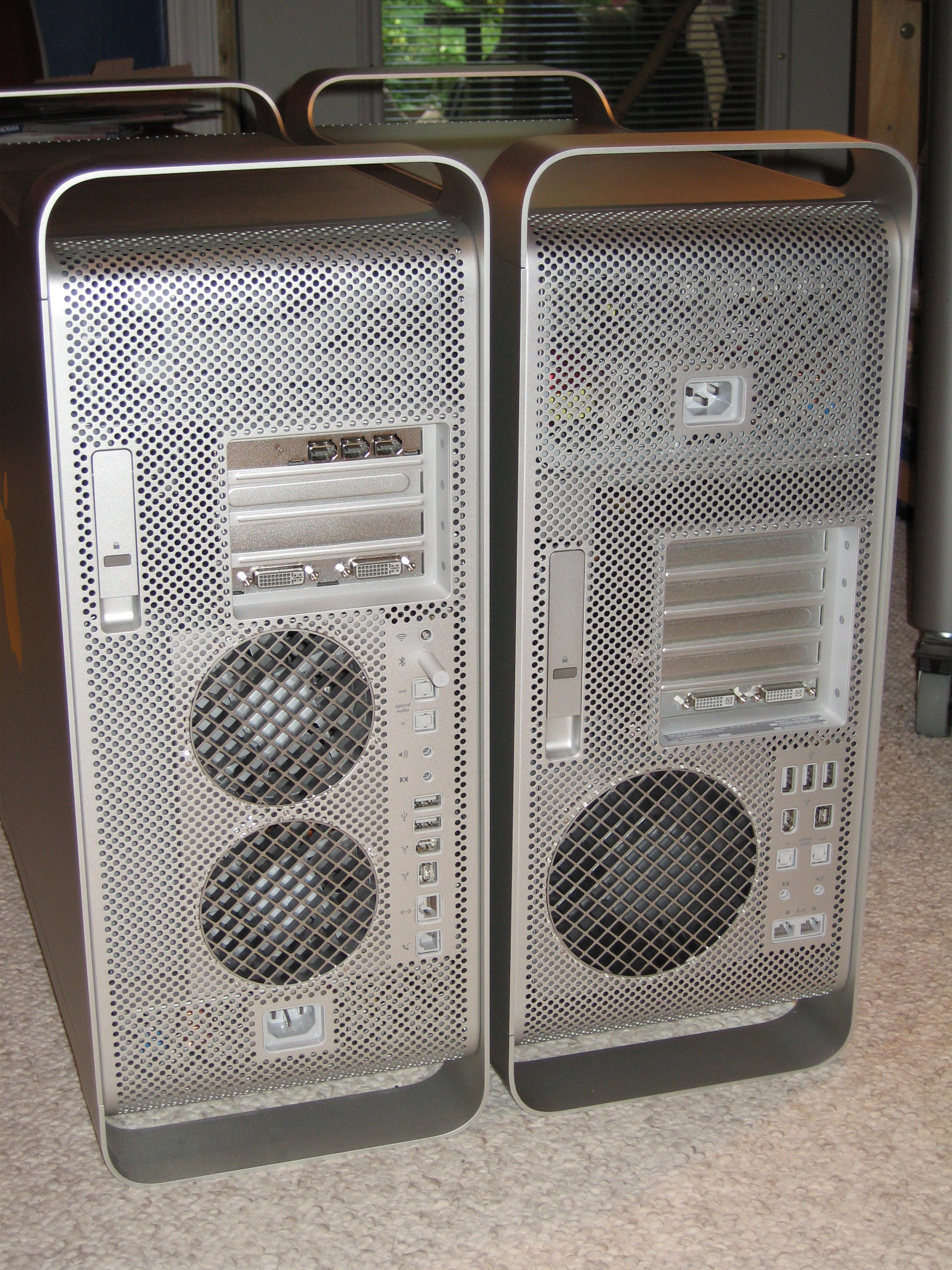
Vue de derrière d'un PowerMac G5 (à gauche) et d'un Mac Pro (à droite).

Lancé le 7 août 2006. Il est possible de le configurer de la manière suivante :
- Deux processeurs : Intel Xeon (Bi-cœurs) 2 GHz, 2,66 GHz, 3,0 GHz : le Mac Pro bénéficie donc d'un traitement quadri-cœurs de base.
- Deux processeurs : Intel Xeon (Quadri-cœurs) 3,0 GHz : premier Mac octo-cœurs.
- Disque dur 1 : 250 Go, 500 Go, 750 Go, 1 To, 300 Go (15 000 tr/min SAS) en option
- Disque dur 2, 3 et 4 : 500 Go, 750 Go, 1 To, 300 Go (15 000 tr/min SAS) en option
- Mémoire vive : 1 Gio, 2 Gio, 4 Gio, 8 Gio, 16 Gio ou 32 Gio
- Carte graphique : NVIDIA GeForce 7300 GT 256 Mio (1, 2, 3 ou 4), ATI Radeon X1900 XT 512 Mio, nVidia Quadro FX 4500 512 Mio.
- Lecteur optique : Super Drive 16x double couche (1 ou 2)
- Sans fil : Bluetooth et AirPort Extreme en option
- Modem USB en option
- Carte Fibre Channel en option
- Carte RAID en option
- Mac OS X Server en option
- Logiciels Apple en option (iWorks '08, Final Cut Express HD, Logic Express 7 ou Aperture 1.5.1)
- Moniteur : aucun, 20, 23 ou 30 pouces (Cinema Display HD)
- Deuxième moniteur : aucun, 20, 23 ou 30 pouces (Cinema Display HD)
- Apple Care Protection Plan en option

### 2008
Lancé le 8 janvier 2008.
- Un processeur : Intel Xeon (quadri-cœurs) 2,8 GHz.
- Deux processeurs : Intel Xeon (quadri-cœurs) 2,8 GHz, 3 GHz, 3,2 GHz : le Mac Pro bénéficie donc d'un traitement octocœurs de base.
- Disque dur 1 : 320 Go, 500 Go, 750 Go, 1 To, 300 Go (15 000 tr/min SAS) en option
- Disque dur 2, 3 et 4 : 500 Go, 750 Go, 1 To, 300 Go (15 000 tr/min SAS) en option
- Mémoire vive : 2 Gio, 4 Gio, 8 Gio, 16 Gio, ou 32 Gio
- Carte graphique : ATI Radeon HD 2600 XT 256 Mio (1, 2, 3, 4 fois), NVIDIA GeForce 8800 GT 512 Mio, nVidia Quadro FX 5600 1,5 Gio
- Lecteur optique : Super Drive 16x double couche (1 ou 2)
- Sans fil : Bluetooth installé en standard et AirPort Extreme en option
- Modem USB en option
- Carte Fibre Channel en option
- Carte RAID en option
- Mac OS X Server en option
- Logiciels Apple en option (iWorks '08, Final Cut Express HD, Logic Express 8 ou Aperture 1.5.1)
- Moniteur : aucun, 20, 23 ou 30 pouces (Cinema Display HD)
- Deuxième moniteur : aucun, 20, 23 ou 30 pouces (Cinema Display HD)
- Apple Care Protection Plan en option

### 2009
Lancé le 3 mars 2009.
- Un processeur : Intel Xeon 'Nehalem' (quadri-cœurs) 2,66 GHz ou 2,93 GHz.
- Deux processeurs : Intel Xeon 'Nehalem' (quadri-cœurs) 2,26 GHz, 2,66 GHz, 2,93 GHz.
- Disque dur 1 : 640 Go ou 1 To ou 2 To
- Disque dur 2, 3 et 4 : 640 Go ou 1 To ou 2 To en option
- Mémoire vive : 3 Gio, 6 Gio ou 8 Gio pour le modèle quadri-cœurs
- Mémoire vive : 6 Gio, 8 Gio, 12 Gio, 16 Gio ou 32 Gio pour le modèle octo-cores
- Carte graphique : NVIDIA GeForce GT 120 512 Mio (1, 2, 3, 4 fois) ou ATI Radeon HD 4870 512 Mio
- Lecteur optique : Super Drive 18x double couche (1 ou 2)
- Option sans fil : Bluetooth installé en standard et AirPort Extreme 802.11n en option
- Carte Fibre Channel en option
- Carte RAID en option
- Mac OS X Server en option
- Logiciels Apple en option (iWorks '09, Xsan 2, Final Cut Express 4, Logic Express 8, FileMaker Pro 10, FileMaker Bento 2 ou Aperture 2)
- Moniteur : aucun, 24 ou 30 pouces (Cinema Display HD) : Le 24 pouces proposé est le nouveau modèle Apple LED Cinema Display
- Deuxième moniteur : aucun, 24 ou 30 pouces (Cinema Display HD)
- Apple Mouse ou Apple Magic Mouse
- Clavier Apple avec pavé numérique ou clavier sans fil Apple
- Adaptateur DisplayPort vers DVI, DVI double liaison ou VGA (en option)
- Apple Care Protection Plan en option

### 2010
Lancé le 9 août 2010.
- Un processeur : Intel Xeon Nehalem (quadri cœurs) à 2,8 ou 3,2 GHz ou Intel Xeon Westmere (6 cœurs) à 3,33 GHz
- Deux processeurs : Intel Xeon Westmere (quadri cœurs) à 2,4 GHz ou Intel Xeon Westmere (6 cœurs) à 2,66 ou 2,93 GHz
- Disque dur 1 : 1 To, 2 To ou SSD de 512 Go
- Disque dur 2, 3 et 4 : 1 To, 2 To ou SSD de 512 Go (en option)
- Mémoire vive : 3, 6, 8, 12 ou 16 Go pour le modèle mono-processeur
- Mémoire vive : 6, 8, 12, 16, 24 ou 32 Go pour le modèle à 2 processeurs
- Carte graphique : ATI Radeon HD 5770 1 Go (une ou deux) ou ATI Radeon HD 5870 1 Go
- Lecteur optique : 18x SuperDrive (1 ou 2)
- Sans fil : AirPort Extreme 802.11n et Bluetooth 2.1 avec EDR de série
- Carte RAID en option
- Carte Fibre Channel en option
- Mac OS X Server en option
- Logiciels Apple en option : iWork, Aperture 3, Final Cut Express 3, Logic Express 9, Filemaker Bento 3 ou Filmaker Pro 11, Xsan 2.2)
- Moniteur : aucun, Apple LED Cinema Display 24 pouces (1 ou 2), Apple Cinema HD Display 30 pouces (1 ou 2)
- Dispositif de pointage : Apple Mouse, Apple Magic Mouse, Apple Magic Trackpad
- Clavier : Clavier Apple avec pavé numérique ou clavier sans fil Apple
- Accessoires : Adaptateur Mini DisplayPort vers DVI (double liaison possible), adaptateur Mini DisplayPort vers VGA, Chargeur de piles Apple

Mise à jour de performances
Lors de la WWDC du 11 juin 2012, Apple a mis à jour les Mac Pro, mais uniquement au niveau des performances :
- Mac Pro Quadricœur : processeur Xeon 3,2 GHz, 6 Go de RAM, 1 To de stockage, SuperDrive, ATI Radeon HD 5770 (1 Go de RAM)
- Mac Pro Dodécacœur (12 cœurs) : deux processeurs Xeon six cœurs 2,4 GHz, 12 Go de RAM, SuperDrive, ATI Radeon HD 5770 (1 Go de RAM)
- Mac Pro Serveur : processeur Xeon 3,2 GHz, 8 Go de RAM, ATI Radeon HD 5770 (1 Go de RAM)

Les mises à jour matérielles comme le Thunderbolt et l'USB 3.0 ne font pas partie des Mac Pro.
Le MacPro est retiré de la vente en 2013 de l'UE et de l'AELE en raison d'un incompatibilité de normes techniques.

## Deuxième génération (cylindre)
Le 11 juin 2013, le renouvellement de la gamme Mac Pro est annoncé par une courte vidéo lors de la Worldwide Developers Conference, avec un lancement le 19 décembre 2013.
Cette nouvelle version hérite d'un design complètement revu, avec une tour en aluminium de forme cylindrique traversée par un puits central aéré par un seul ventilateur. Elle mesure 25,1 cm de haut, 16,7 cm de diamètre et pèse 5 kg. Cette nouvelle unité centrale est assemblée à Austin (Texas).
Toute la connectivité est située sur un seul panneau à l'arrière de la tour, qui s'illumine quand elle est manipulée. Sont inclus six ports Thunderbolt 2, quatre ports USB 3 et un port HDMI. Les ports Thunderbolt peuvent supporter 36 périphériques (six par port) et trois moniteurs 4K simultanés. Sont désormais absents les ports FireWire 800, l'entrée/sortie audio digitale (remplacée par de l'analogique et un Mini-TOSlink optique), le SuperDrive, ou des ports DVI.
Cependant, le nouveau design empêche toute possibilité d'extension interne, mais le Thunderbolt 2 permet une extension externe et la RAM peut être remplacée, ainsi que le SSD connecté en PCIe 4x.

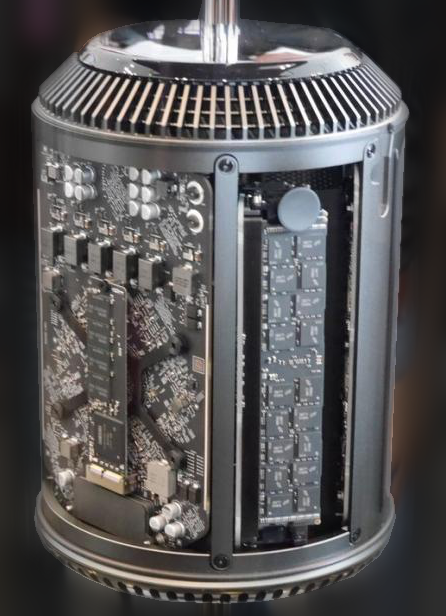
Intérieur du Mac Pro (2013).

La presse est mitigée, plaignant la possibilité d'extensions limitée, des problèmes de fiabilité avec les cartes graphiques, ainsi qu'une configuration qui stagne durant des années, devenant dépassée avec le rapport qualité/prix. Face aux critiques, Apple réagit en avril 2017 et annonce travailler sur un tout nouveau design plus en phase avec les attentes de sa clientèle professionnelle. Aucune date de commercialisation n'est indiquée. À l'occasion de cet entretien avec la presse, le Mac Pro 2013 est mis à jour a minima, la dotation de chaque modèle étant revue à la hausse pour un prix inchangé.
Il devient classé comme produit « ancien » en juillet 2025, les réparations sont ainsi toujours possibles en Apple Store dans la limite des stocks des composants encore disponibles.

## Troisième génération (tour)

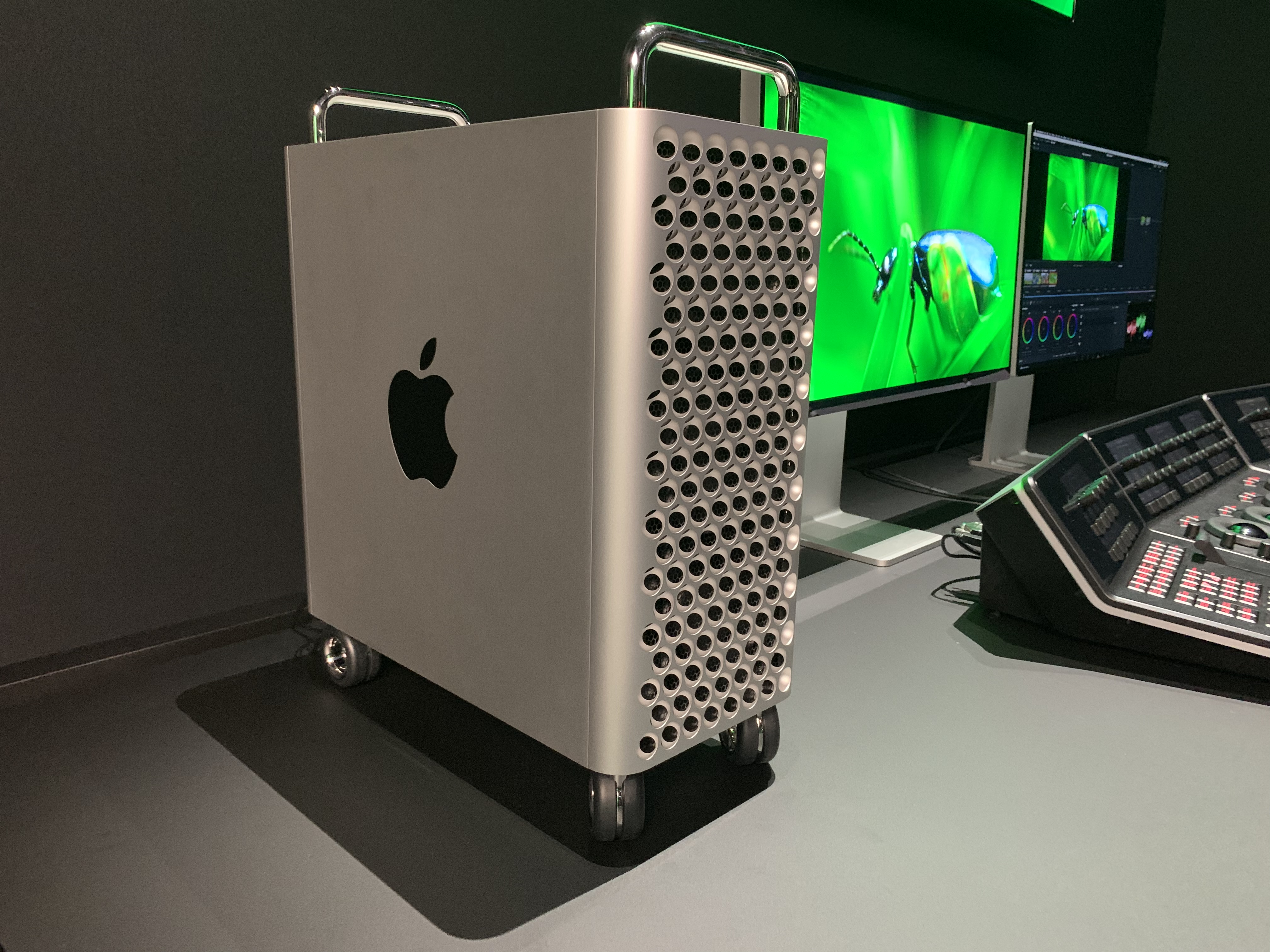
Mac Pro 2019.

Lors de la WWDC de 2019, Apple annonce une vaste mise à jour sur la gamme des Mac Pro. Le design reprend les traits de première génération de Mac Pro avec un format tour rectangulaire.
De base, la version tour (une version rack est disponible à 7 199 €) propose un processeur Intel Xeon W 8 cœurs à 3,5 GHz, Turbo Boost jusqu’à 4 GHz, 32 Go (4 x 8 Go) de mémoire DDR4 ECC, un SSD de 256 Go ainsi qu'une Magic Mouse 2 et un Magic Keyboard étendu.
De nombreuses options de configurations sont disponibles, jusqu'à un processeur Intel Xeon de 28 cœurs, 1,5 To de RAM (12 barrettes de 128 Go), deux AMD Radeon Pro Vega II Duo et une carte Apple Afterburner permettant un encodage et une lecture rapide (jusqu’à trois flux vidéo RAW 8K et 12 flux RAW 4K). L'alimentation de 1,4 kW permet de répondre à toutes les opérations énergivores. Ce modèle est tourné vers expansibilité, incluant huit ports PCI-Express, permettant l'ajout de nombreux périphériques. Il peut accueillir jusqu'à quatre cartes graphiques dans le cas où l'on sélectionne les deux AMD Radeon Pro Vega II Duo, ou deux processeurs graphiques et leurs mémoires sont placées sur une seule carte. Cela permet d'atteindre jusqu'à 128 Go de mémoire HBM2. 
Le refroidissement est totalement désolidarisé de chaque élément du PC. Le processeur et la ou les carte(s) graphique(s) possèdent ainsi de massifs radiateurs (de la taille de trois slots arrière pour les cartes graphiques) refroidis par trois ventilateurs. Un dernier ventilateur permet de refroidir la RAM placée à l'arrière de la carte mère.
En configuration maximale, le Mac Pro 2019 coûte jusqu'à 62 568 €.
Le Mac Pro est mis à jour en juin 2023 et adopte comme processeur une puce Apple M2 Ultra, ce faisant, les Mac ont tous accomplis la transition des processeurs Intel vers Apple Silicon.

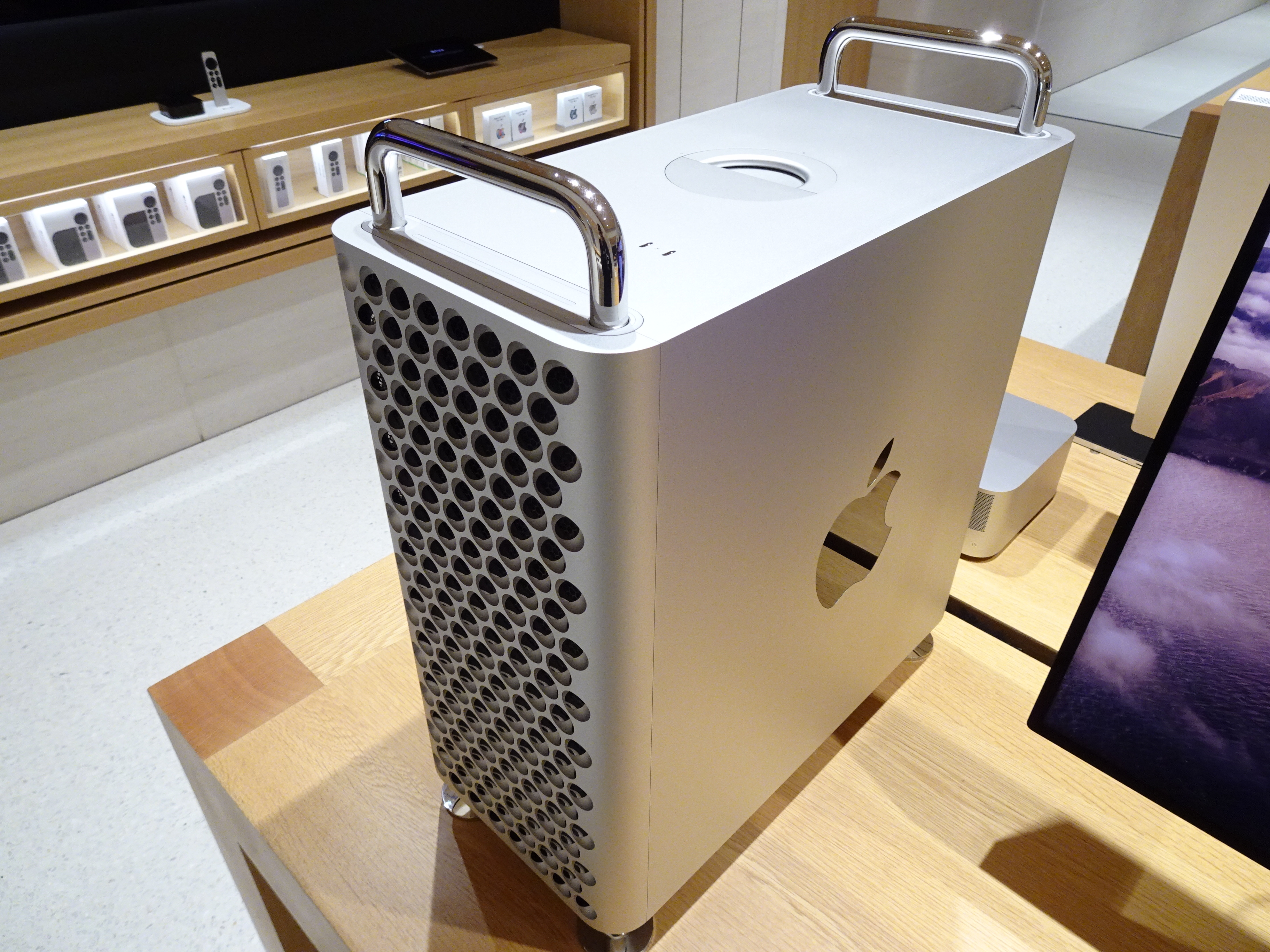
Mac Pro M2 Ultra.

### Caractéristiques techniques
- 2 ports HDMI 2.0
- 4 DisplayPort/Thunderbolt en USB-C et 2 ports USB 3
- Prise en charge de six écrans 4K, ou de deux écrans 5K ou de deux Pro Display XDR
- Alimentation de 1,4 KW, consommation maximale de 1 280 W en continu
- Deux ports 10 Gigabit Ethernet
- Haut-parleur intégré, prise casque 3,5 mm
- Dimensions : 45 × 52.9 × 21,8 cm
- 18 kg

### Réception

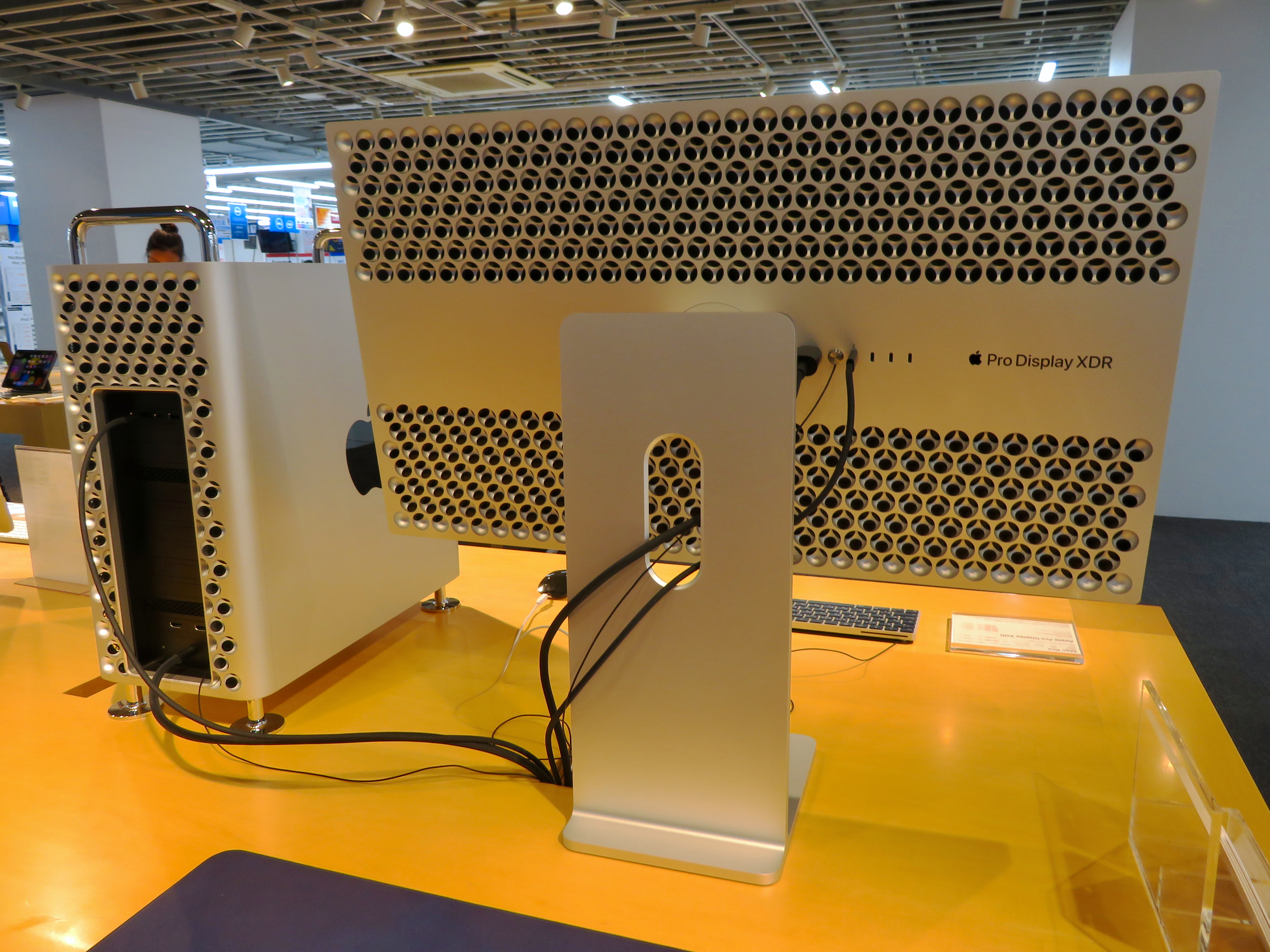
Arrière d'un Mac Pro 2019 et d'un Pro Display XDR sur pied Pro Stand.

À son lancement, le Mac Pro 2019 est proposé avec des roulettes à 500 € (ou après l’achat en kit à 849 €), mais c'est surtout l'écran Pro Display XDR (affichage 6K 6 016 × 3 384 sur 32 pouces de diagonale, 3 sorties USB-C) à 5 499 € qui propose l'option pied Pro Stand pour 1 099 € de plus ou montage VESA non inclus. À l'annonce du tarif du pied, des rires se font entendre dans la salle, et un seul applaudissement.

## Systèmes d'exploitation
Les Mac Pro sont livrés avec macOS ou macOS Server.
Les logiciels Boot Camp, Parallels Desktop, VMware Fusion et VirtualBox permettent d'installer d'autres systèmes d'exploitation sur un Mac. Seuls Parallels Desktop, VMware Fusion et VirtualBox permettent de lancer d'autres systèmes en même temps que macOS.